# Ucide-mă
Ucide-mă (germană Töte mich, franceză Tue-moi) este o coproducție cinematografică germano-francezo-elvețiană regizată de Emily Atef. Filmul este o dramă și este realizat în studiourile Niko Film, Wüste Film West in coproducție cu Ciné-Sud Promotion, Hugo Film, WDR și ARTE France Cinéma. Premiera filmului a avut loc la data de 25 aprilie 2012 în cadrul festivalului Alès Film, în Franța. Filmul a fost nominalizatla secțiunea cel mai bun film la Festivalul de Film de la Nuremberg.

## Relatarea acțiunii
Adele (Maria Drăguș), o fată de 15 ani, care trăia cu familia la o fermă din Germania, cade într-o depresie din cauza morții fratelui său. Începe să-și neglijeze treburile gospodărești și se gândește din ce în ce mai des la sinucidere prin aruncarea într-o prăpastie. Într-o zi, un criminal, pe nume Timo, evadează de la închisoarea din localitate și se ascunde în locuința familiei lor. Inițial o sechestrează și îi cere ajutorul, să îl ajute să scape de poliție. Aceasta se oferă să-i acorde ajutorul doar dacă și el o va ajuta ca la sfârșitul operațiunii să o împingă într-o prăpastie. Odată plecați din orașul natal al Adelei, încep o periculoasă călătorie prin pădurile Germaniei, străbătând frontiera franceză și dealurile Occitaniei, în tot acest timp fiind urmăriți de poliție și găsind găzduire în cele mai neașteptate locuri, vrând să ajungă la fratele lui la Marsilia pentru a face rost de 3000 de euro pentru a putea părăsi Europa, și a pleca în Africa cu vaporul. Odată ajunși aici, descoperă că locuința fratelui său este păzită de poliție și folosindu-se de un truc au reușit să pătrundă în casa acestuia. Aici au avut loc destăinuri familiale vechi și scene de violență. Fratele său sub amenințarea cuțitului și cu conștiința încărcată îi oferă o parte din bani și bujuterii pentru ca acesta să poată pleca. Apoi cuplul peculiar, rămas unit, aleargă spre vapor care le va reda libertatea și ruptura de trecut.

## Distribuție
- Maria Victoria Drăguș, actriță germană provenită din România- Adele
- Roeland Wiesnekker- Timo
- Wolfram Koch- fratele lui Timo, Julius
- Christine Citti, Claudine, o femeie care le oferă găzduire
- Jean-Jérôme Esposito
- Geno Lechner
- Thiemo Schwarz
- Matthias Breitenbach
- Mateo Wansing-Lorrio
- Norbert Rossa
- Christa Rockstroh
- Peter Harting
- Richard Vidal
- Kentaro Delajoie
- Ben Bacari[6]